# Каледонски университет (Глазгоу)
Каледонският университет в Глазгоу (на английски: Glasgow Caledonian University; на шотландски келтски: Oilthigh Chailleannach Ghlaschu), познат и като GCU и Кали, е обществен университет в Глазгоу, Шотландия. Учреден е през 1993 г. след сливането на Колежа на кралицата, основан през 1875 г., и Политехническия университет на Глазгоу, основан през 1991 г.
Според класация на Times от 2017 година, учебното заведение е сред 150-те най-добри нови университета в света. Носител е на приза за топ шотландски университет, спрямо изследователска сила. Проучване показва, че 80,9% от студентите, записали се в университета, успяват да завършат обучението си, което е малко над средната стойност за Шотландия – 80,6%. 97% от завършилите са назначени на работа или продължават образованието си в рамките на 6 месеца след дипломирането си от GCU. През 2018 година Times обявява университета за втория най-подобрен в Обединеното кралство, спрямо удовлетвореност на студентите, като в годишната класация от 99-то през предишната година, той достига до 67-мо място в обновената класация.
През юни 2017 г. клонът на университета в Ню Йорк, основан през 2013 г., получава разрешението на щата да издава дипломи, с което става първото висше учебно заведение, клон на чуждестранна институция, което получава този статут.

## История
Корените на университета ни връщат до Колежа на кралицата (основан през 1875 г.) и Техническия колеж в Глазгоу (основан през 1971 г.). Колежът на кралицата, който осигурява обучение по домашен бит, получава кралско отличие поради факта, че е кръстен на кралица Елизабет II. Политехническият университет е една от най-големите институции в Шотландия и предоставя дипломи в сфери като инженерство, природни и хуманитарни науки.
На 1 април 1993 г. двете учебни заведения се сливат в Каледонския университет в Глазгоу. Името произлиза от Каледония – латинското наименование на днешна Шотландия. Главният кампус е изграден на мястото на бившата железопътна гара на улица „Бюканан“.
Независимо проучване от 2015 година показва, че университетът ежегодно допринася с над £480 млн. към шотландската икономика.
През юли 2018 г. шотландската певица Ани Ленъкс става първата жена канцлер на университета, след като поема щафетата от наградения с Нобелова награда за мир Мухамад Юнус. От 2006 г. насам ректор и вицеканцлер е професор Памела Гилис.

### Герб и мото
Гербът на университета е дело на академикът и художник Малкълм Локхед. На него са изобразени четири елемента, заимствани от гербовете на институциите, които се сливат, за да бъде учреден Каледонският университет. Каледонският дъб от легендата за св. Мунго и книгата на знанието са взети от герба на Политехническия университет, а Андреевският кръст и кръстосаните ключове (символизиращи отключването на книгата на знанието) са от герба на Колежа на кралицата. Върху книгата са изобразени инициалите на учебното заведение – „GCU“. Девизът „За общото благо“ (на английски: „for the common weal“) се използва от 1975 г. и присъства в разширената версия на герба.

## Кампуси
Главният кампус на университета се намира в централната част на Глазгоу, Шотландия. Втори кампус – в Лондон – е дом на Британското училище по мода. През септември 2013 г. университетът основава колеж в Ню Йорк, който е независим партньор на институцията.

## Организация и администрация

### Факултети
Факултет за изчислителна техника, инженерство и вградена среда
Факултет се състои от осем отдела: Приложни науки (Контрол, инструментариум и криминалистика), Електрическо и електронно инженерство, Машиностроене, Строителство и геодезия, Гражданско строителство и управление на околната среда, Приложни компютърни игри, Изчислителна техника и Киберсигурност и мрежи. Факултетът си партнира с институции, които предоставят на студентите възможността да се занимават с казуси от реалния живот, а не само примерни такива, които са част от учебния план.
Факултет по бизнес и общество
Факултетът се състои от три отдела: Право, икономика, счетоводство и риск, Бизнес мениджмънт и Социални науки, медии и журналистика. Обучава студенти по дисциплини в областта на бизнеса, правото и социалните науки с предмети, свързани с мода, туризъм, финанси, мултимедия, журналистика и др. Като част от програма, в която университет взема участие, някои студенти са наставници на ученици от региона.
Факултет за науки за здравето и живота
Факултетът се състои от три отдела: Медицински сестри и здраве на общността, Психология, социална работа и съюзни здравни науки и Науки за живота. Факултетът е един от най-мащабните шотландски центрове за проучване и преподаване в областта на здравеопазването и науките за живота. Това е единствената институция с преподаване на оптометрия в страната, като за целта разполага с очна клиника, разположена в основния кампус. Част от факултета е и академията за парамедици, която е официално потвърдена от Съюза на парамедиците в Шотландия.

### Администрация
Според устава на университета, към него спадат две вътрешни институции – съд и сенат. Университетският съд е негов висш ръководен орган и е съставен от губернатори, които наблюдават стратегическото направление на университета и назначават неговите ректор, канцлер и вицеканцлер. Ректорът, вицеканцлерът и президентът на Студентската асоциация задължително са членове на Съда. От друга страна, Сенатът се заема с планиране, съгласуване, благоустрояване и надзор на академичните дела на учебното заведение. Дипломите, издадени от университета, както и други академични почети, се връчват от Съда, по съвет на Сената. Настоящ председател на Съда е Роб Уудуорд, а начело на Сената е ректорът на университета – Памела Гилис.

## Студентски живот

### Студентска асоциация
Студентската асоциация на Каледонския университет представлява студентите и им дава шанс да подобрят разнообразни аспекти от своето преживяване в учебното заведение. Има своя отделна сграда в кампуса в Глазгоу и специализиран кабинет в този в Лондон. Всички настоящи студенти на университета автоматично са членове на Асоциацията до тяхното дипломиране. Асоциацията предлага членство в редица университетски спортни отбори, клубове по интереси, студентско списание („The EDIT“), радио станция („Radio Caley“), програми за активен начин на живот и организация на събития.

### Дипломиране
Каледонският университет ежегодно организира церемонии по дипломиране през лятото и есента. Тогите са изработени от Ede & Ravenscroft. Дрескодът на университета забранява носенето на лични тоги на церемонията. Завършващите обикновено получават дипломите си, след което канцлерът докосва главите им с шапката си, което изразява авторитета на канцлера в университета.

## Бележити възпитаници
- Лора Бартлет – играч на хокей на трева, носител на бронзов медал от Олимпийските игри през 2012 г.
- Гордън Браун – бивш министър-председател на Обединеното кралство, лектор по политика (1976 – 1980 г.)
- Дрю Макинтайър – кечист
- Пат Невин – бивш футболист
- Юнис Олумиде – модел
- Хасан Рухани – президент на Иран
- Грегор Вирант – министър на вътрешна и публична администрация на Словения
- Шон Майкъл Уилсън – автор на комикси